# Landgericht Landau in der Pfalz
Das Landgericht Landau in der Pfalz ist ein Gericht der ordentlichen Gerichtsbarkeit und eines von vier Landgerichten im Bezirk des Oberlandesgerichts Zweibrücken, einem der beiden Oberlandesgerichtsbezirke des Landes Rheinland-Pfalz (zusammen mit dem Oberlandesgericht Koblenz). Es hat seinen Sitz in Landau. Im Gerichtsgebäude Marienring 13 sind sowohl das Landgericht als auch das Amtsgericht Landau in der Pfalz untergebracht.

## Gerichtsbezirk
Der Gerichtsbezirk des Landgerichts Landau umfasst die Bezirke der Amtsgerichte Germersheim, Kandel und Landau. Im Landgerichtsbezirk leben ca. 273.000 Einwohner.
Behördenleiterin ist seit dem 1. April 2023 Anja Schraut, die Ulrike Müller-Rospert ablöste.
Mediendezernent ist Robert Schelp, der Vizepräsident des Gerichts.

## Personal und Aufbau
Die Zahl der Spruchkörper beträgt fünf Zivilkammern, fünf Strafkammern (hiervon eine für Jugendsachen) und eine Strafvollstreckungskammer. Daneben gibt es noch eine Kammer für Handelssachen. In der Kammer für Handelssachen wirken sechs durch das Ministerium der Justiz und für Verbraucherschutz Rheinland-Pfalz in Mainz im Ehrenamt ernannte Handelsrichter mit. Ebenso sind 94 Schöffen in der Strafrechtspflege tätig. Hauptamtlich arbeiten beim Landgericht 17 Richter, drei Rechtspfleger, neun Bewährungshelfer (einschließlich einer Teilzeitkraft), elf Justizwachtmeister und 21 Mitarbeiter im Servicebereich und Datenverarbeitung (einschließlich Teilzeitkräfte). (alle Zahlen gelten für das Jahr 2005)
Daneben ist beim Landgericht der „Sozialdienst der Justiz“ mit Außenstellen in Bad Bergzabern und Germersheim eingerichtet.

## Geschichte
Im April 1816 wurde die gesamte Pfalz in einem Staatsvertrag von Österreich an das Königreich Bayern abgetreten. Das 1817 gegründete Kreis- und spätere Bezirksgericht Landau in der Pfalz wurde 1879 durch das deutsche Gerichtsverfassungsgesetz in ein Landgericht umgewandelt. Mit der Errichtung des Landes Rheinland-Pfalz am 30. August 1946 ist dieses Land Gerichtsträger des Landgerichts Landau in der Pfalz.